# Amir
Az Amir arab eredetű férfinév (eredetileg أمير – Amīr, magyarosan Amír), jelentése: vezér, herceg, emír, törzsfőnök. Női párja: Amira. Ugyanez a szó köznévként is meghonosodott a magyar nyelvben emírként.

## Gyakorisága
Az 1990-es években nem lehetett anyakönyvezni, a 2000-es években nem szerepel a 100 leggyakoribb férfinév között.
A teljes népességre vonatkozóan a 2000-es években az Amir nem szerepelt a 100 leggyakrabban viselt férfinév között.

## Névnapok
Január 25.